# Carena de Segalers
La Carena de Segalers és una serra situada al municipi de Santa Maria d'Oló, a la comarca del Moianès, amb una elevació màxima de 692 metres.